# Station Mortsel-Deurnesteenweg

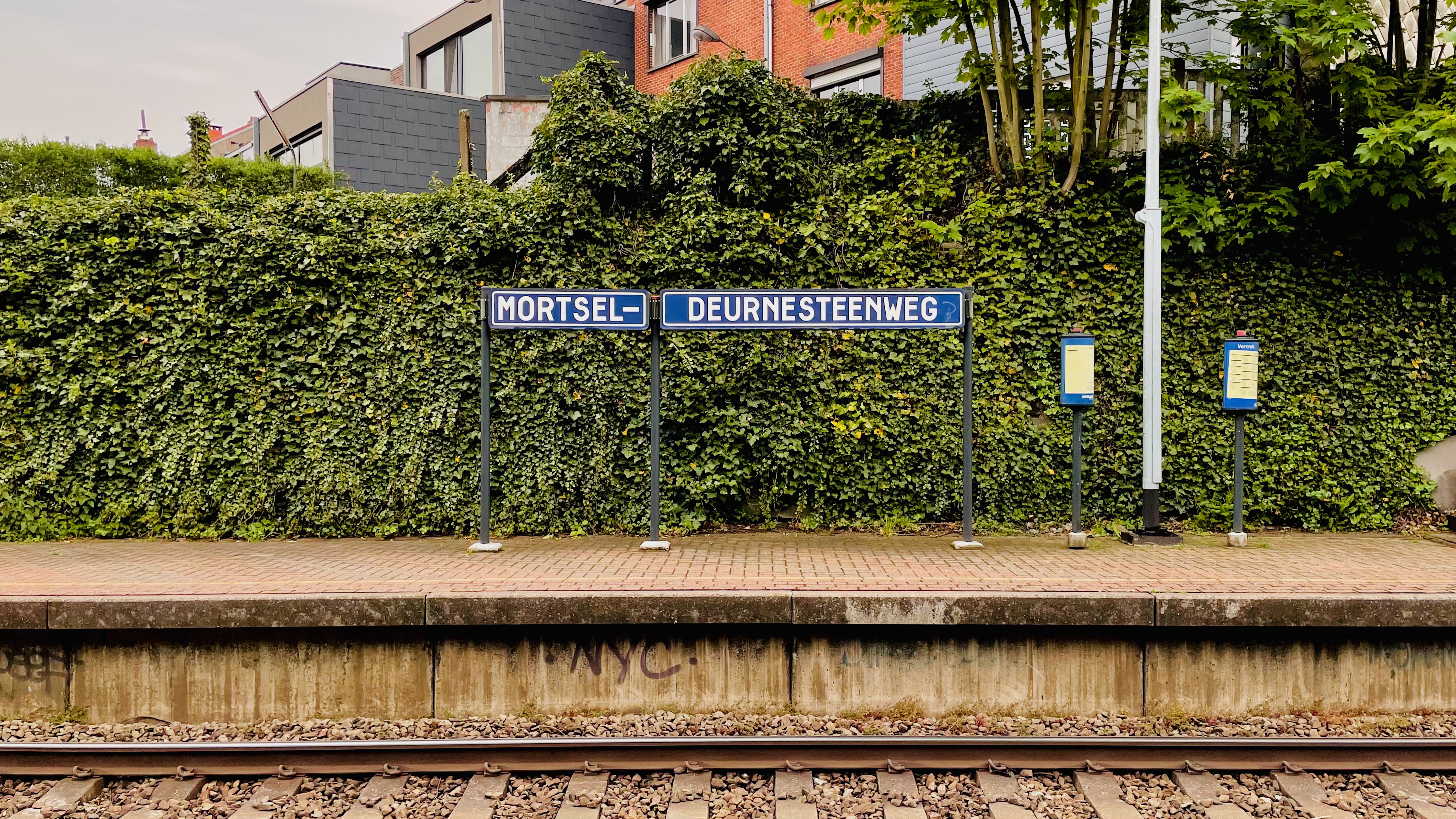
Naambord op een perron

Station Mortsel-Deurnesteenweg was van 31 juli 1933 tot 14 december 2024 een spoorweghalte langs spoorlijn 25 (Brussel - Antwerpen) in de stad Mortsel. Op 15 december 2024 werd dit station samengevoegd met Station Mortsel en veranderde de perronnummering. De perrons 1 en 2 van het voormalige station Mortsel-Deurnesteenweg werden de perrons 3 en 4 van station Mortsel. Het station had, op moment van sluiting, geen eigen loketten.

## Reizigerstellingen
De grafiek en tabel geven het gemiddeld aantal instappende reizigers weer op een week-, zater- en zondag.
| Tabel: aantal instappende reizigers station Mortsel-Deurnesteenweg | Tabel: aantal instappende reizigers station Mortsel-Deurnesteenweg | Tabel: aantal instappende reizigers station Mortsel-Deurnesteenweg | Tabel: aantal instappende reizigers station Mortsel-Deurnesteenweg |
|                                                                    | Weekdag                                                            | Zaterdag                                                           | Zondag                                                             |
| ------------------------------------------------------------------ | ------------------------------------------------------------------ | ------------------------------------------------------------------ | ------------------------------------------------------------------ |
| 1977                                                               | 683                                                                | 161                                                                | 128                                                                |
| 1978                                                               | 815                                                                | 105                                                                | 114                                                                |
| 1979                                                               | 662                                                                | 113                                                                | 96                                                                 |
| 1980                                                               | 659                                                                | 94                                                                 | 53                                                                 |
| 1981                                                               | 697                                                                | 114                                                                | 106                                                                |
| 1982                                                               | 670                                                                | 102                                                                | 68                                                                 |
| 1983                                                               | 431                                                                | 63                                                                 | 69                                                                 |
| 1984                                                               | 497                                                                | 70                                                                 | 48                                                                 |
| 1985                                                               | 533                                                                | 90                                                                 | 61                                                                 |
| 1986                                                               | 376                                                                | 100                                                                | 40                                                                 |
| 1987                                                               | 359                                                                | 59                                                                 | 43                                                                 |
| 1988                                                               | 398                                                                | 75                                                                 | 45                                                                 |
| 1989                                                               | 418                                                                | 50                                                                 | 39                                                                 |
| 1990                                                               | 271                                                                | 58                                                                 | 45                                                                 |
| 1991                                                               | 266                                                                | 39                                                                 | 55                                                                 |
| 1992                                                               | 266                                                                | 57                                                                 | 49                                                                 |
| 1993                                                               | 284                                                                | 45                                                                 | 31                                                                 |
| 1994                                                               | 244                                                                | 41                                                                 | 36                                                                 |
| 1995                                                               | 182                                                                | 65                                                                 | 40                                                                 |
| 1996                                                               | 253                                                                | 53                                                                 | 41                                                                 |
| 1997                                                               | -                                                                  | -                                                                  | -                                                                  |
| 1998                                                               | 222                                                                | 48                                                                 | 28                                                                 |
| 1999                                                               | 247                                                                | 83                                                                 | 34                                                                 |
| 2000                                                               | 250                                                                | 62                                                                 | 78                                                                 |
| 2001                                                               | 252                                                                | 48                                                                 | 44                                                                 |
| 2002                                                               | 217                                                                | 58                                                                 | 43                                                                 |
| 2003                                                               | 206                                                                | 67                                                                 | 53                                                                 |
| 2004                                                               | 307                                                                | 88                                                                 | 71                                                                 |
| 2005                                                               | 272                                                                | 77                                                                 | 66                                                                 |
| 2006                                                               | 287                                                                | 68                                                                 | 48                                                                 |
| 2007                                                               | 245                                                                | 57                                                                 | 56                                                                 |
| 2008                                                               | -                                                                  | -                                                                  | -                                                                  |
| 2009                                                               | -                                                                  | 62                                                                 | 22                                                                 |
| 2010                                                               | -                                                                  | -                                                                  | -                                                                  |
| 2011                                                               | -                                                                  | -                                                                  | -                                                                  |
| 2012                                                               | -                                                                  | 21                                                                 | 16                                                                 |
| 2013                                                               | -                                                                  | 17                                                                 | 22                                                                 |
| 2014                                                               | -                                                                  | 15                                                                 | 12                                                                 |
| 2015                                                               | -                                                                  | 40                                                                 | 28                                                                 |
| 2016                                                               | -                                                                  | 25                                                                 | 22                                                                 |
| 2017                                                               | -                                                                  | 18                                                                 | 38                                                                 |
| 2018                                                               | -                                                                  | -                                                                  | 37                                                                 |
| 2019                                                               | -                                                                  | -                                                                  | 31                                                                 |
| 2020                                                               | -                                                                  | -                                                                  | 18                                                                 |
| 2021                                                               | -                                                                  | -                                                                  | -                                                                  |
| 2022                                                               | 113                                                                | -                                                                  | -                                                                  |
| 2023                                                               | 114                                                                | -                                                                  | -                                                                  |
| 2024                                                               | -                                                                  | -                                                                  | 105                                                                |

Fort 3 · Fort 4 · Fort 5 · Krijgsbaan · Luithagen · Mortsel · Mortsel-Deurnesteenweg · Mortsel-Liersesteenweg · Mortsel-Oude-God
0,0: Brussel-Groendreef ·
0,0: Brussel-Noord ·
2,4: Schaarbeek ·
7,3: Buda ·
9,4: Vilvoorde ·
13,6: Eppegem ·
15,9: Weerde ·
19,5: Mechelen-Kanaal ·
20,4: Mechelen ·
22,0: Mechelen-Nekkerspoel ·
26,5: Sint-Katelijne-Waver ·
28,9: Duffel ·
33,8: Kontich-Lint ·
36,2: Hove ·
38,1: Mortsel-Oude-God ·
39,7: Mortsel-Deurnesteenweg ·
39,7: Mortsel ·
41,8: Antwerpen-Berchem ·
43,8: Antwerpen-Centraal ·
47,6: Antwerpen-Luchtbal